# Chang i Eng Bunker

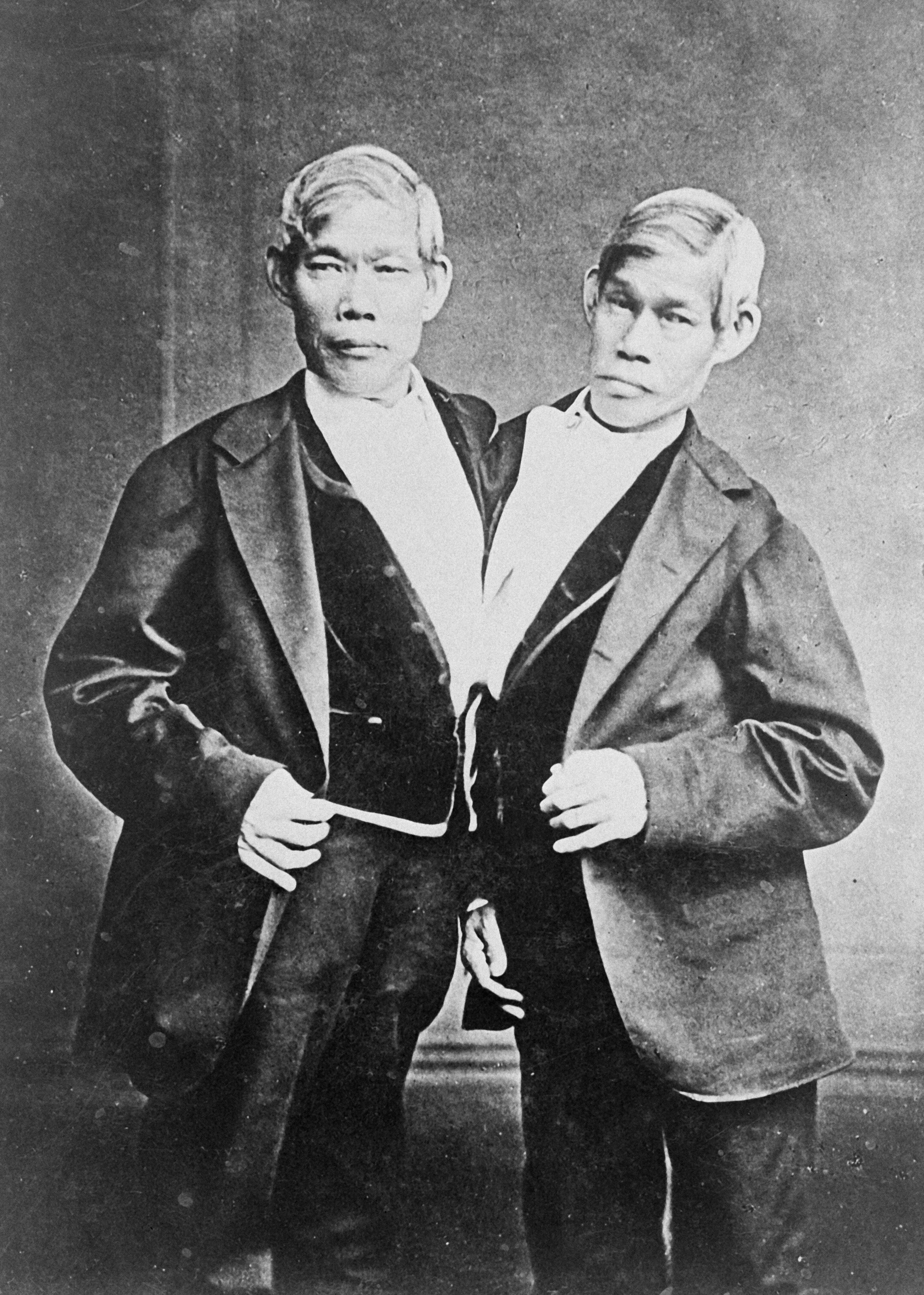
Chang i Eng Bunker

Chang Bunker i Eng Bunker (ur. 11 maja 1811, zm. 17 stycznia 1874) – bracia bliźniacy będący przykładem zroślaka. Od nich pochodzi termin bliźnięta syjamskie.
Bracia przyszli na świat w Syjamie (obecnie Tajlandia), w prowincji Samut Songkhram, w centrum kraju. Ich ojciec był rybakiem z południowych Chin, a matka była pół Chinką, pół Syjamką. Bliźniacy mieli tylko jeden pępek, wspólną wątrobę, oraz byli zrośnięci mostkami, tkankami chrząstnymi i miękkimi na odcinku 15 cm. Przy ówczesnym stanie medycyny oddzielenie było niemożliwe, więc do końca życia pozostali złączeni.
W 1824 r. bracia zostali dostrzeżeni przez brytyjskiego kupca Roberta Huntera, który w odmienności Changa i Enga upatrywał szansę na zbicie fortuny. Wyjechał z nimi z Syjamu dopiero w kwietniu 1829 po uzyskaniu zgody króla Ramy III. Bliźniacy byli pokazywani w Ameryce i Anglii, dzięki czemu zyskali sławę. Pieniądze natomiast trafiały głównie do Huntera i jego partnera Abla Coffina. Po wygaśnięciu kontraktu, bracia (mając 21 lat) podjęli działalność na własną rękę.

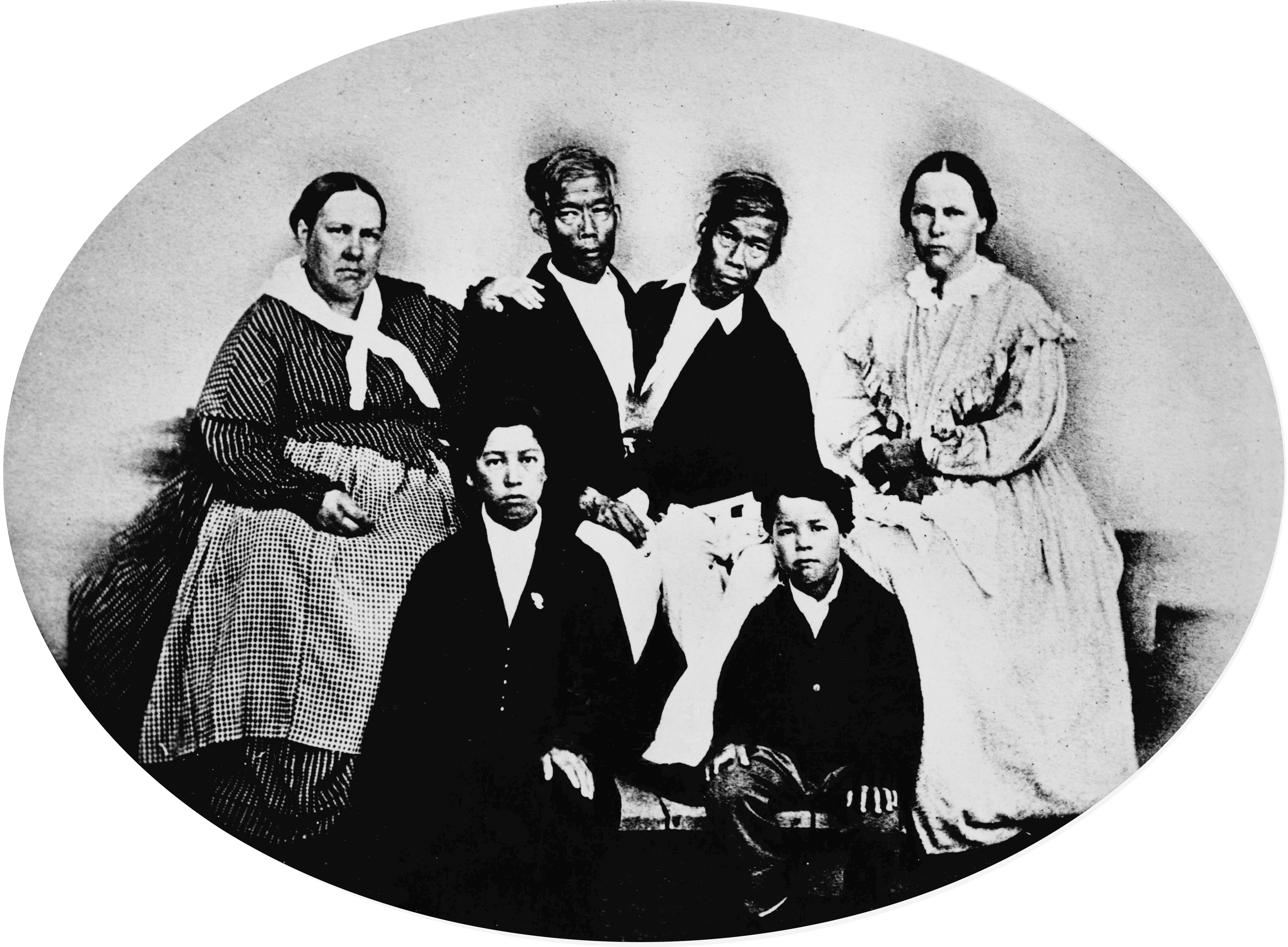
Chang i Eng z żonami i dziećmi (1865)

Korzystając z zaproszenia Chang i Eng odwiedzili Mount Airy w Karolinie Północnej. W 1839 r. osiedlili się niedaleko miasteczka, tam też kupili ziemię i zajęli się uprawianiem tytoniu. Wraz z otrzymaniem obywatelstwa amerykańskiego przyjęli nazwisko Bunker. W 1843 r. poślubili siostry Adelajdę (żona Changa) i Sarę (żona Enga) Yates, z którymi mieli w sumie dwadzieścioro jeden dzieci. Po 14 latach życia we czwórkę bracia wybudowali dla siebie i swoich rodzin osobne domy i ustalili, że co trzy dni będą zmieniać miejsce pobytu. Jesienią 1860 roku przez miesiąc występowali w Muzeum Amerykańskim impresario P.T. Barnuma w Nowym Jorku.
Po secesji Południa w 1861 bliźnięta twardo stały po stronie Konfederacji i wysłały swych dwóch dorosłych synów, Christophera i Stephena, do walki z Jankesami. Obaj synowie zostali ranni i wzięci do niewoli przez wojska Unii. Wojna zmiotła ich inwestycje w obligacje Konfederacji, które za sprawą porażki Południa stały się bezwartościowe. Stracili też swoich 32 niewolników. W zaistniałych okolicznościach bracia stali się bankrutami, co skłoniło ich by wyruszyli raz jeszcze w trasę. Podpisali nowy kontrakt z P.T Barnumem na organizację tournée po Wielkiej Brytanii i Europie. W 1870 spędzili tydzień w Warszawie.
W 1874 r. Chang zachorował na zapalenie oskrzeli i zmarł we śnie. Eng bez brata przeżył jedynie kilka godzin. Szacuje się, iż obecnie na terenie całych Stanów Zjednoczonych żyje ok. 1500 potomków Changa i Enga. Ich spreparowana wątroba jest częścią wystawy w Muzeum Mütter w Filadelfii.